# ليز برنس
ليز برنس (بالإنجليزية: Liz Prince)‏ هي كاتبة قصص مصورة ورسامة كارتون أمريكية، ولدت في 18 ديسمبر 1981 في بوسطن في الولايات المتحدة.

## وصلات خارجية
- الموقع الرسمي